# Casa Rectoral de Santa María (Pontevedra)
La Casa Rectoral de Santa María es una casa renacentista del siglo XVI situada en la plaza de Alonso de Fonseca de la ciudad española de Pontevedra, en pleno centro histórico.

## Historia
La Casa Rectoral de Santa María, fue erigida en el siglo XVI, durante el Renacimiento. Su construcción coincidió en el tiempo con la edificación de la vecina basílica de Santa María la Mayor, presumiblemente por obra de uno de sus arquitectos.
La Casa Rectoral se levantó enfrente a la basílica, en el espacio que corresponde a la actual plaza de Alonso de Fonseca, que en la Edad Media era denominada plaza da Eyra o Campo da Eyra, lugar donde se realizaban diferentes tareas de tratamiento de las cosechas, y enfrente a las Torres Arzobispales, gran fortaleza residencia de los arzobispos de Santiago de Compostela desde la Edad Media. La casa disponía de huerta propia, que se extendía hasta la calle Amargura, que corría paralela por el este, y contaba con una entrada independiente.
Originalmente, la casa fue concebida como una casa torre, que formó parte del primer complejo defensivo y religioso de Pontevedra. Tenía principalmente una función defensiva y residencial. En ella vivió el Arzobispo Alonso de Fonseca. Perteneció al linaje de los Menelau o Menelao de origen griego, que llegó a Portugal y pasó después a Galicia.
La casa era austera y funcional con gruesos muros, estaba situada estratégicamente y estaba diseñada para proteger de ataques y asedios. La altura y robustez de la torre transmitía fortaleza y dominación sobre el territorio circundante. Posteriormente, la torre de la casa fue eliminada y su altura quedó nivelada.

## Descripción
La Casa Rectoral de Santa María, es una casa renacentista que consta de planta baja y dos pisos y tiene una planta trapezoidal. Presenta un estilo austero propio del Renacimiento caracterizado por líneas rectas, volúmenes cúbicos y formas geométricas simples, sin ornamentos destacados.
La puerta de entrada es un elemento prominente en la fachada, coronada por un arco de medio punto compuesto por cinco dovelas de gran tamaño, típicas del siglo XVI. La fachada principal cuenta con siete ventanas, mientras que la lateral presenta tres, todas de diseño sobrio. No obstante, las dos ventanas en la esquina izquierda se distinguen por una pequeña columna acanalada en el ángulo con capitel y fuste dóricos. La cornisa de la casa presenta una moldura convexa, conocida como cuarto de bocel.
Se evidencia una variación en la altura entre el ala izquierda y el resto de la estructura, que indica que en el pasado se eliminó la torre que originalmente formaba parte de la casa.
En la dovela central de la puerta de entrada, en la clave del arco, se encuentra un escudo con las armas de los Menelau o Menelao. Representa una sierpe alada con un águila que la amedrenta volando sobre ella.
Al lado de la fachada de la casa, una inscripción recuerda desde 1959 que Alonso de Fonseca vivió en la ciudad: A Don Alonso de Fonseca 1473-1534, Cura de esta feligresía, Arzobispo de Santiago y de Toledo, Patrono magnífico de Ciencias, Letras y Artes La ciudad de Pontevedra de la que fue confesor. Año MCMLIX.

## Galería de imágenes

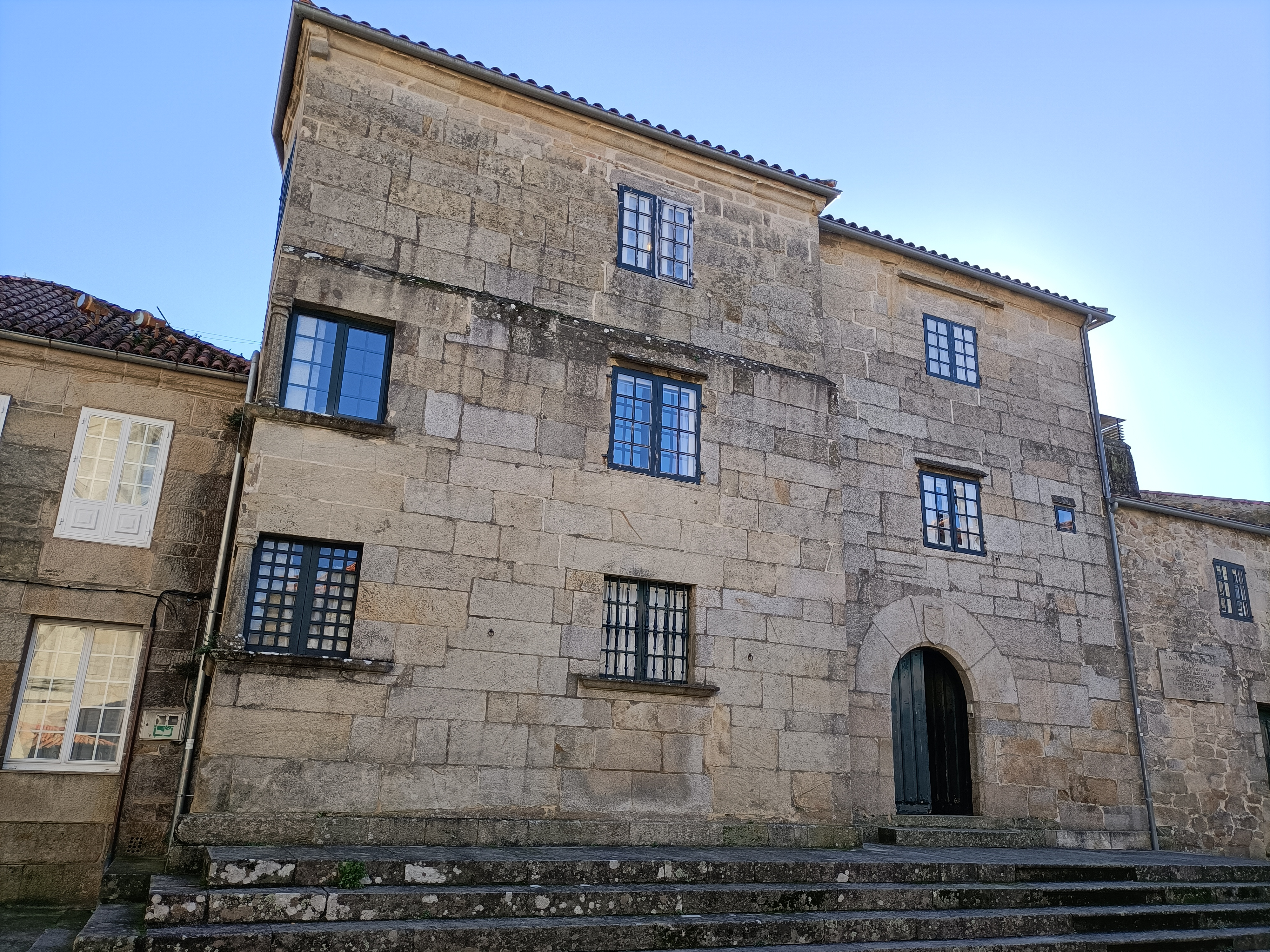
La Casa Rectoral de Santa María en 2023
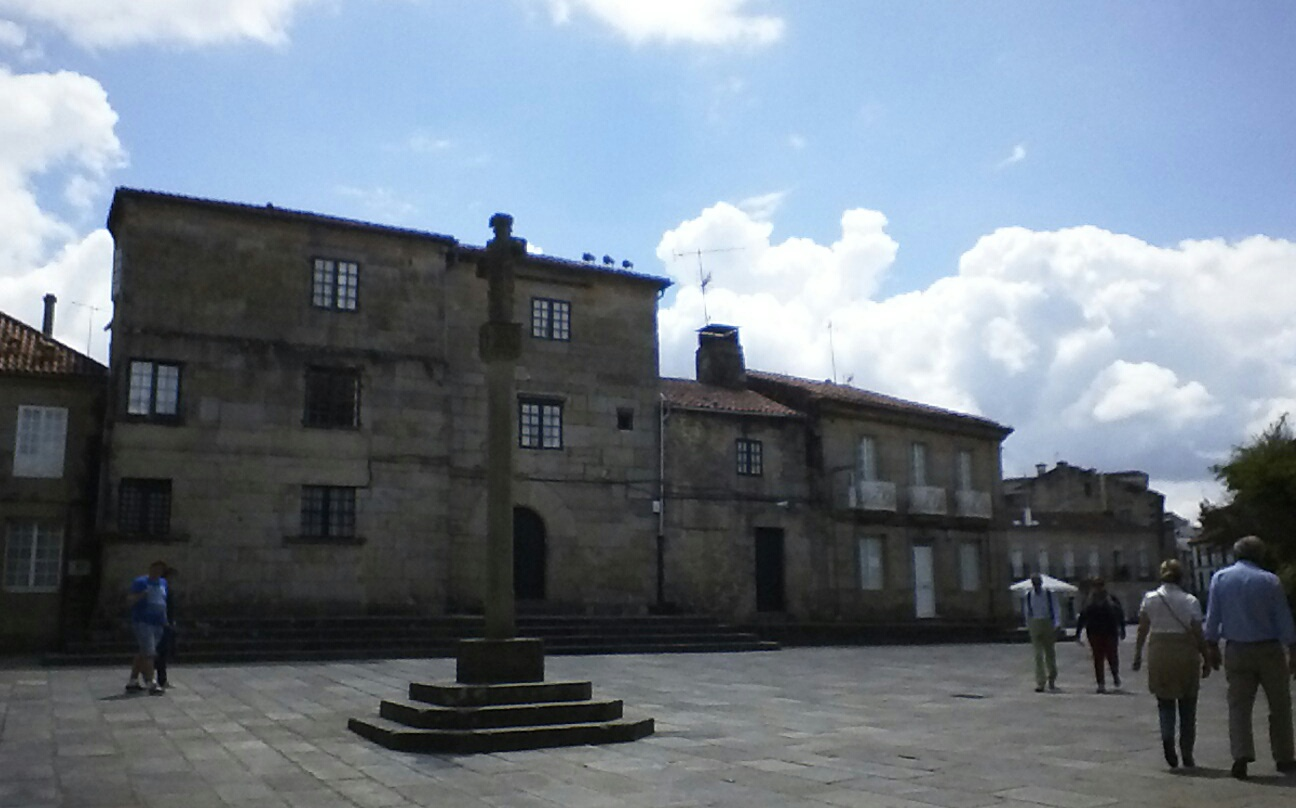
La Casa Rectoral en la plaza de Alonso de Fonseca
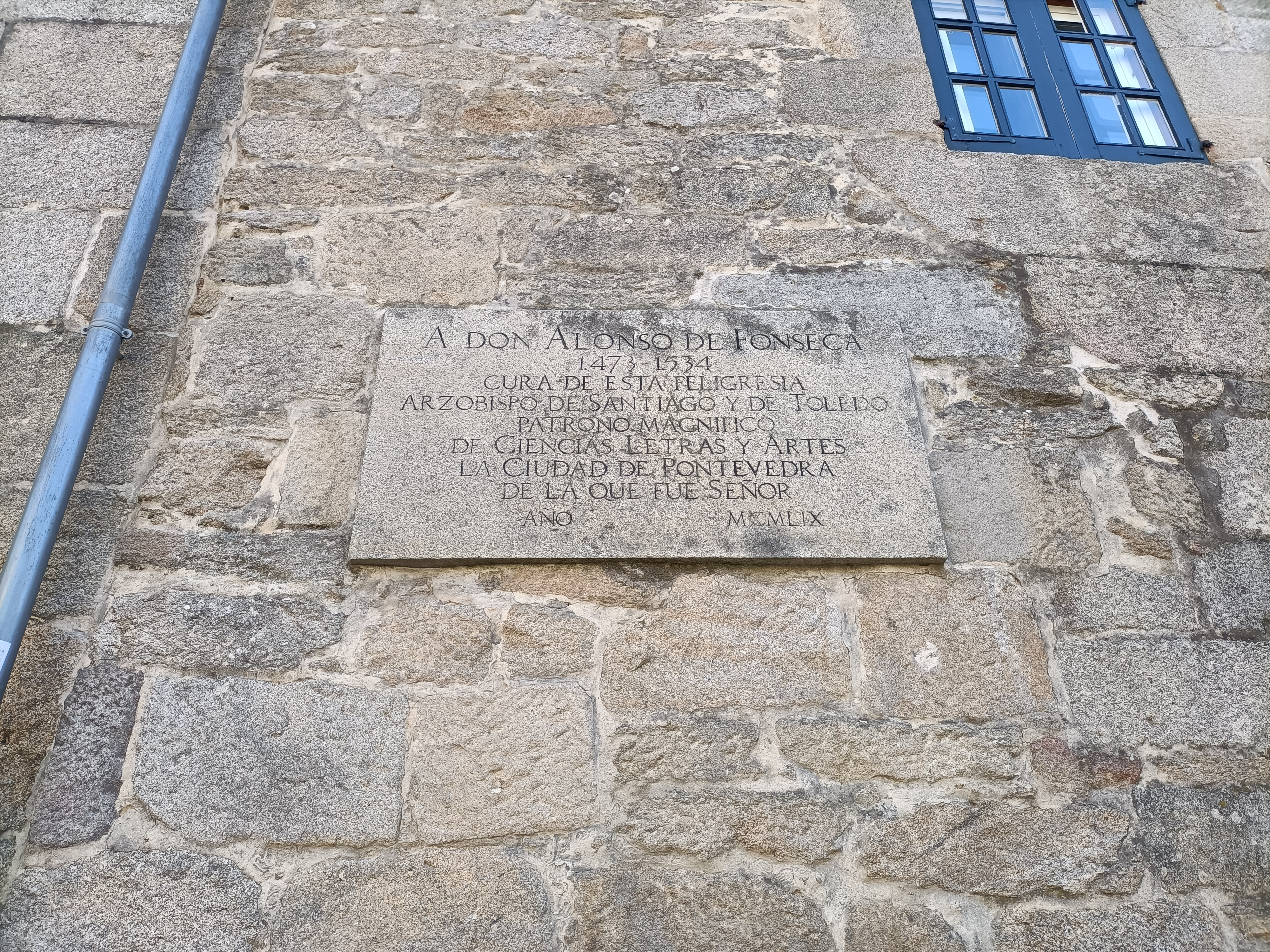
Placa en la Casa Rectoral